# XXV lat później
XXV lat później – album koncertowy polskiej grupy muzycznej Hunter. Wydawnictwo ukazało się 27 czerwca 2011 roku nakładem wytwórni muzycznej Mystic Production. Album został wydany w formie 3 płyt CD oraz 2 płyt DVD.
Na wydawnictwie znalazły się m.in. dwa koncerty zespołu, pierwszy z nich został zarejestrowany w warszawskim klubie Stodoła 7 lipca 2009, z kolei drugi stanowił zapis występu we wrocławskiej Wytwórni Filmów Fabularnych, nagrany 8 marca 2008 roku. Ponadto na potrzeby wydawnictwa został zarejestrowany film dokumentalny uzupełniony o archiwalne nagrania z początkowego okresu działalności zespołu.
Materiał był promowany podczas trasy koncertowej obejmującej dwadzieścia miast w Polsce. W 2012 roku materiał uzyskał nominację do nagrody polskiego przemysłu fonograficznego Fryderyka.

## Twórcy
Opracowano na podstawie materiału źródłowego.
Zespół Hunter w składzie
- Paweł "Drak" Grzegorczyk – wokal prowadzący, gitara elektryczna
- Piotr "Pit" Kędzierzawski – gitara elektryczna, wokal wspierający
- Michał "Jelonek" Jelonek – skrzypce, wokal wspierający
- Konrad "Saimon" Karchut – gitara basowa
- Dariusz "Daray" Brzozowski – perkusja
- Grzegorz "Brooz" Sławiński – perkusja[a]

| Stodoła, Warszawa, 7 listopada 2009 |
| --- |
| - Paweł "Drak" Grzegorczyk - produkcja muzyczna - Marcin "Marcel" Płoński - edycja dźwięku, miksowanie, mastering, realizacja dźwięku - Mania Studio - realizacja wideo, rejestracja wideo - Michał "Berson" Berensztajn - realizacja, montaż, edycja wideo - Piotr Maczkowski - realizacja, montaż, edycja wideo - Mateusz "Mania" Winkiel – realizacja, montaż, edycja wideo - Piotr „Dziki” Chancewicz - realizacja surround - Dawid Marków - realizacja nagrań - Marcin Robak - realizacja oświetlenia - Krzysztof Robak - realizacja oświetlenia - Michał Redo - monitor - Darek Kubacki & Galindowie - oprawa scenograficzna i wejście - Ilona Wronkowska - kierownik produkcji, management - Eurosound - nagłośnienie |

| Wrocław, Wytwórnia Filmów Fabularnych, 8 marca 2008 |
| --- |
| - Paweł "Drak" Grzegorczyk - produkcja muzyczna - Marcin "Marcel" Płoński - edycja dźwięku, miksowanie, mastering, realizacja dźwięku - Michał "Berson" Berensztajn - realizacja, montaż, edycja wideo, korekcja dźwiękowa "XXV Lat Wcześniej", reżyseria "XXV Lat Wcześniej" - Piotr Maczkowski - realizacja, montaż, edycja wideo, korekcja dźwiękowa "XXV Lat Wcześniej" - Mateusz "Mania" Winkiel - realizacja, montaż, edycja wideo - Piotr „Dziki” Chancewicz - realizacja surround - Dawid Marków - współpraca edycyjna koncertu w Stodole - Marian Lech - współpraca edycyjna koncertu w Stodole - Konrad "Saimon" Karchut - reżyseria "XXV Lat Wcześniej" - Rafał Nowakowski/Łukasz Bera/Marek Zawrotny/Robert Rojewski/Pepus/Ewelina i Marcin Kochan/Janusz Król/Śruba/Daria Grzyb/Darek Buczyński/Archiwum Zespołu - zdjęcia - Siemion/Piotr Wasilewski/Piotr Byczyński/Kendzior/Pepus/Krzysztof Rybiński/Archiwum Zespołu - materiały archiwalne - Mania Studio - realizacja wideo, rejestracja wideo - Paweł Sobkiewicz - realizacja nagrań - Piotr "Żołnierz" Pasternak - realizacja oświetlenia - Jarek "Kotlet" Długosz - monitor - Piotr Niedźwiedź - organizacja koncertu - Pogo Art - nagłośnienie |

| Inni |
| --- |
| - Irek Mazur - grafika i skład DTP - Piotr Maczkowski - Autoring DVD - Rafał Nowakowski - zdjęcia na poligrafii, zdjęcia na okładce, fotogaleria |

## Lista utworów
Opracowano na podstawie materiału źródłowego.

### CD
| CD 1 |
| --- |
| Stodoła, Warszawa, 7 listopada 2009 1. "Intro" - 01:34 2. "Strasznik" - 04:02 3. "$mierci$miech" - 05:33 4. "Labirynt Fauna" - 06:28 5. "Płytki dołek" - 03:40 6. "Wyznawcy" - 02:31 7. "Misery" - 06:57 8. "So..." - 03:03 9. "Greed" - 05:52 10. "Freedom" - 03:59 11. "Kiedy umieram..." - 05:25 12. "BaRock" - 01:41 13. "Osiem" - 05:49 14. "Dura Lex Sed Lex" - 3:24 15. "Duch epoki" - 06:36 16. "Zbawienie" - 06:00 17. "Czarny miś" - 00:29 |

| CD 2 |
| --- |
| Stodoła, Warszawa, 7 listopada 2009 1. "Fallen" - 12:23 2. "T.E.L.I...." - 06:11 3. "TshaZshyC" - 06:14 Materiał archiwalny 1. "Marsz Marsz Turecki" (live) – 03:35 2. "Requiem" (Suita) (I demo - 1990) – 14:51 3. "Misery" (demo - 1993) – 05:41 4. "Ślepiec" (demo - 1995) – 03:28 5. "Kiedy umieram" (demo - 1997) – 04:25 6. "Why...?" (demo - 1997) – 05:03 7. "Karawan" (outro) – 03:09 |

| CD 3 |
| --- |
| Wrocław, Wytwórnia Filmów Fabularnych, 8 marca 2008 1. "T.E.L.I...." - 05:26 2. "Płytki dołek" - 03:26 3. "BaRock" - 01:22 4. "The Cuckoo's Nest" - 04:12 5. "Deer Hunter" - 00:44 6. "Mirror of War" - 02:51 7. "Freedom" - 03:35 8. "Requiem" - 05:22 9. "So..." - 02:53 10. "Greed" - 05:21 11. "Grabaszszsz" - 05:05 12. "Kiedy umieram..." - 07:00 13. "Osiem" - 06:24 14. "Fallen" - 11:48 15. "Hey Ya!" (cover OutKast) – 03:59 |

### DVD
| DVD 1 (Stodoła, Warszawa, 7 listopada 2009) |
| --- |
| 1. "Intro" - 01:34 2. "Strasznik" - 04:02 3. "$mierci$miech" - 05:33 4. "Labirynt Fauna" - 06:28 5. "Płytki dołek" - 03:40 6. "Wyznawcy" - 02:31 7. "Misery" - 06:57 8. "So..." - 03:03 9. "Greed" - 05:52 10. "Freedom" - 03:59 11. "Kiedy umieram..." - 05:25 12. "BaRock" - 01:41 13. "Osiem" - 05:49 14. "Dura Lex Sed Lex" - 3:24 15. "Duch epoki" - 06:36 16. "Zbawienie" - 06:00 17. "Czarny miś" - 00:29 18. "Fallen" - 12:23 19. "T.E.L.I...." - 06:11 20. "TshaZshyC" - 06:14 Materiał dodatkowy 1. Fotogaleria |

| DVD 2 (Wrocław, Wytwórnia Filmów Fabularnych, 8 marca 2008) |
| --- |
| 1. "T.E.L.I...." - 05:26 2. "Płytki dołek" - 03:26 3. "BaRock" - 01:22 4. "The Cuckoo's Nest" - 04:12 5. "Deer Hunter" - 00:44 6. "Mirror of War" - 02:51 7. "Freedom" - 03:35 8. "Requiem" - 05:22 9. "So..." - 02:53 10. "Greed" - 05:21 11. "Grabaszszsz" - 05:05 12. "Kiedy umieram..." - 07:00 13. "Osiem" - 06:24 14. "Fallen" - 11:48 15. "Hey Ya!" (cover OutKast) – 03:59 Materiał dodatkowy 1. "XXV Lat Wcześniej" (film dokumentalny) 2. Fotogalerie 3. Wideoklipy 1. "Strasznik" (Live) (reżyseria, realizacja: Mania Studio) 2. "Zbawienie" (Live) (reżyseria, realizacja: Mania Studio) 3. "$mierci$miech" (Live) (reżyseria, realizacja: Mania Studio) 4. "Labirynt Fauna" (reżyseria, realizacja: Grupa 13) 5. "$mierci$miech" (reżyseria, realizacja: Marcin Pawluczuk, teledysk nieoficjalny) 6. "Kiedy umieram..." (reżyseria, realizacja: Marcin Klinger, Paweł "Drak" Grzegorczyk) 7. "Fallen" (reżyseria, realizacja: Maciej Mydlak, Marcin Klinger, Paweł "Drak" Grzegorczyk) 8. "T.E.L.I…" (reżyseria, realizacja: Tomasz Mączka) |